# Vörös nyársasszarvas
A vörös nyársasszarvas (Mazama americana) az emlősök (Mammalia) osztályának párosujjú patások (Artiodactyla) rendjébe, ezen belül a szarvasfélék (Cervidae) családjába és az őzformák (Capreolinae) alcsaládjába tartozó szarvasfaj, mely Dél-Amerikában honos.
A Mazama nevű emlősnem típusfaja.

## Rendszertani helyzete és alfajai
Taxonómiája bizonytalan. Általában 12 alfajt ismernek el:
- Mazama americana americana Erxleben, 1777
- Mazama americana carrikeri Hershkovitz, 1959
- Mazama americana gualea J. A. Allen, 1915
- Mazama americana jucunda Thomas, 1913
- Mazama americana rosii Lönnberg, 1919
- Mazama americana rufa Illiger, 1815
- Mazama americana sarae Thomas, 1925
- Mazama americana sheila Thomas, 1913
- Mazama americana trinitatis J. A. Allen, 1915
- Mazama americana whitelyi Gray, 1873
- Mazama americana zamora J. A. Allen, 1915
- Mazama americana zetta Thomas, 1913

A korábban alfajként számon tartott közép-amerikai nyársasszarvast (Mazama temama) ma önálló fajnak tekintik. A helyzetet bonyolítja, hogy a különböző példányokban a kromoszómaszámra 2n=48, 50, 52, 54, 56 és 68 értékeket mértek, vagyis előfordulhat, hogy egy átfogó vizsgálat több fajra bontja majd a rendszertani egységet.

## Előfordulása
Dél-Amerika trópusi vidékein honos a Panamai-földszorostól Észak-Argentínáig a következő országokban: Argentína, Bolívia, Brazília, Ecuador, Francia Guyana, Guyana, Kolumbia, Paraguay, Peru, Suriname, Trinidad és Tobago, Venezuela.
Erdőkben, bozótosokban él a tengerszinttől 5000 méteres magasságig. A sűrű, zárt lombozatú erdőket kedveli, lehetőség szerint vízfolyások, vagy tavak, mocsarak közelében, ahol kis termete miatt könnyen mozog a sűrű aljnövényzetben.

## Megjelenése

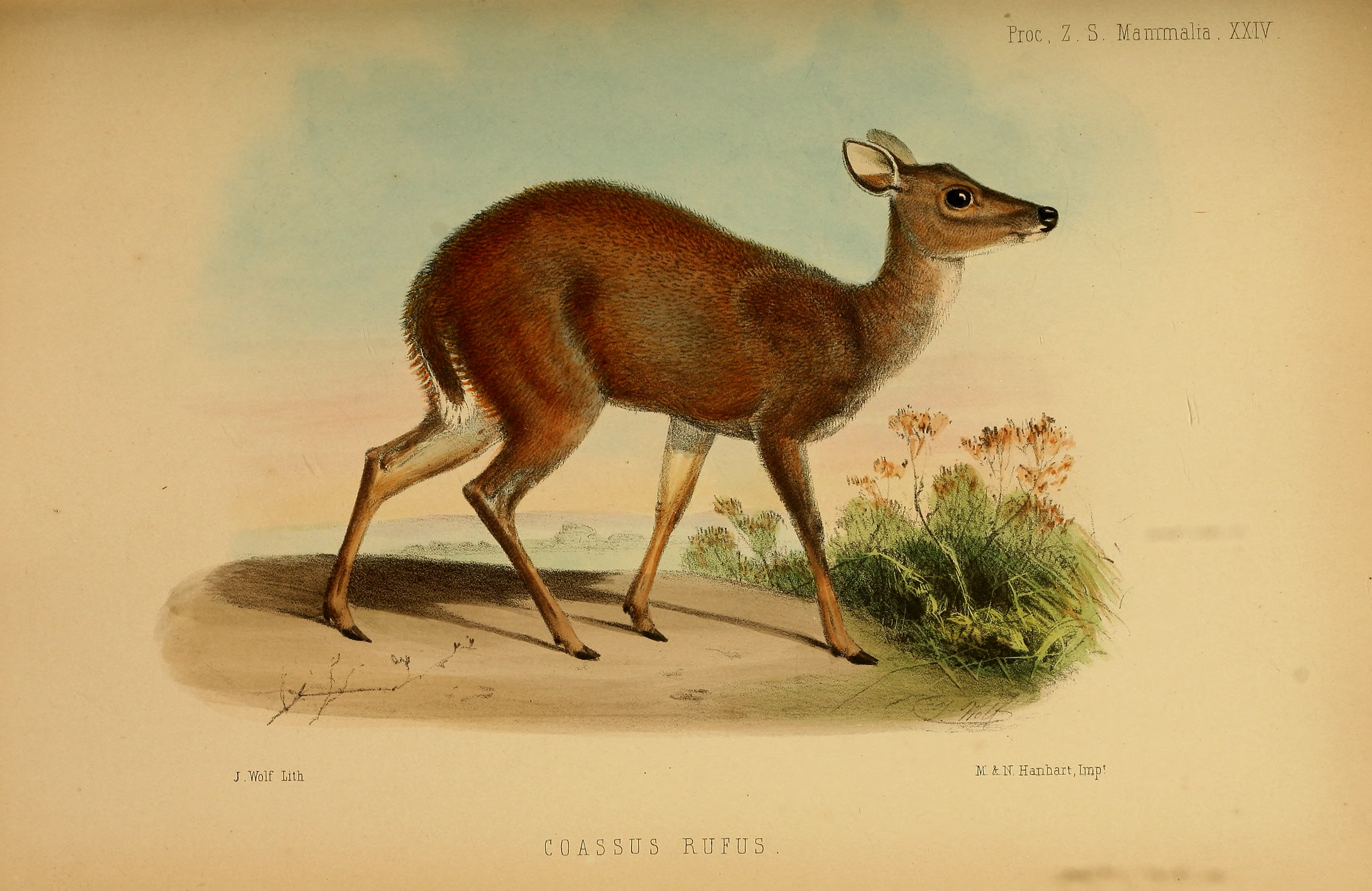
1850-es ábrázolása

A vörös nyársasszarvas a nyársasszarvasok nemének legtermetesebb és egyben legnagyobb területen előforduló képviselője. Testhossza 103–146 cm, marmagassága 65–80 cm, súlya 20–55 kg között változik; farka 8–15 cm hosszú. Testalkata masszív, lábai karcsúak. Csuhája vörösbarna vagy gesztenyevörös. Hasa és nyaka világosabb vörösbarna; ajkai, végtagjainak és füleinek belső oldala, valamint farka alsó része fehér. A gidák fehér pöttyösen születnek. A hímek agancsai az esetek többségében csak kis, 10–13 cm-es tüskeszerű nyársak. Az idős hímek agancsa villaszerűen elágazhat. Az agancsot az év bármely részében elhullajthatják vagy akár több mint egy évig megtarthatják.

## Életmódja

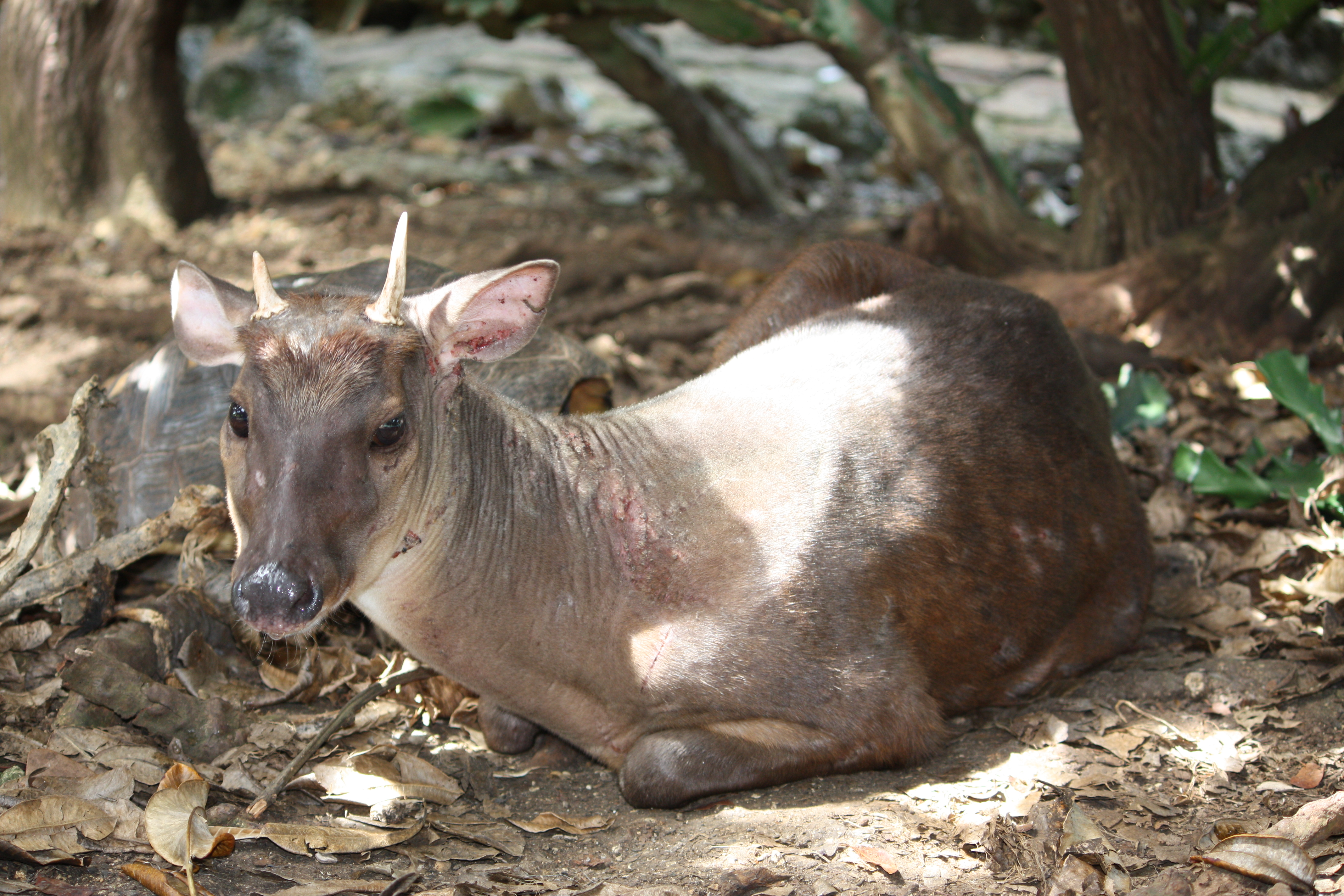
Nyársasszarvas egy barbadosi vadasparkban

Főleg nappal aktív, hajnalban és alkonyatkor kimerészkedhet az erdőmenti mezőgazdasági területekre is. Viselkedését nehéz tanulmányozni óvatos természete és járhatatlan élőhelye miatt. Általában egyedül jár. Az aljnövényzetben nesztelenül mozog és vörösbarna bundája jó rejtőszínt biztosít a számára. Ha veszélyt érez megdermed. Ha a ragadozó észrevette, akkor futásnak ered és gyors oldalkitörésekkel, megdermedésekkel próbálja összezavarni támadóját. Ha van a közelben, igyekszik egy folyó túlpartján menedéket keresni. Jól úszik, akár 300 méteres távolságot is megtesz. A vörös nyársasszarvasra főleg a pumák, jaguárok és az ember vadászik, de egy-egy példányt elkaphatnak a kóbor kutyák, tairák, hárpiák, kajmánok, óriáskígyók is.
Főleg gyümölcsökkel (80%-ban) és levelekkel táplálkozik. Az esős évszakban, amikor kevés a gyümölcs, étrendje nagy részét gombák teszik ki. Szükség esetén megeszi a hajtásokat és megrágja a fák kérgét.
Szaporodási szokásai élőhelyétől függenek. Peru Amazonas-menti részén szeptember-október kivételével egész évben sor kerülhet a párzásra, míg Surinamban szeptembertől áprilisig szaporodnak. Ha van olyan, akkor a száraz évszakban termékenyülnek meg a suták. 200 napos vemhesség után 1-2 borjút hoznak a világra: fiatalabb nőstények inkább kettőt, az idősebbek (4 év fölött) egyet. A nyársasszarvasok 11-12 hónaposan válnak ivaréretté, élettartamuk 7-12 év. .

## Környezetvédelmi helyzete
A vörös nyársasszarvast elsősorban az erdőirtás és a vadászat veszélyezteti Nagy területen elterjedt, viszonylag gyakori faj, bár helyenként túlvadászták. A Természetvédelmi Világszövetség a taxonómiai bizonytalansága miatt még nem sorolta be Vörös listáján.